# The Tell-Tale Pants
«The Tell-Tale Pants» (titulado «El pantalón delator» en Hispanoamérica y «Los pantalones de la discordia» en España) es el decimosexto episodio de la trigésimo quinta temporada de la serie de televisión de animación estadounidense Los Simpson, y el 766 en total. Se emitió en los Estados Unidos en Fox el 5 de mayo de 2024. El episodio fue dirigido por Steven Dean Moore y escrito por Al Jean.
En este episodio, Marge se siente culpable después de vender en secreto los pantalones de Homer, pero compra un anillo caro para ella después de que Homer desconsideradamente va a un partido de béisbol sin ella. Kipp Lennon interpretó a Elton John. El episodio recibió críticas mixtas.

## Trama
La familia Simpson asiste a una entrega de premios para los habitantes del pueblo. Marge gana el premio a la Persona Más Infravalorada, pero se despierta y se da cuenta de que la entrega de premios fue un sueño. Más tarde, Marge lleva a Bart al hospital después de que se rompa los dedos durante un partido de béisbol. Le envía un mensaje de texto a Homer para pedirle ayuda, pero éste se encuentra en la taberna de Moe, donde Moe ha bloqueado a propósito el servicio de telefonía móvil. En el bar, Homer se rompe los pantalones. Cuando por fin recibe los mensajes de Marge, vuelve a casa con una Marge enfadada. Le pide que le arregle los pantalones. Mientras ella cose la rotura, ve un programa de televisión en el que comprueba que unos pantalones similares valen mucho dinero. Decide venderlos y le dice a Homer que no puede repararlos.
Homer empieza a ir en chándal al trabajo. Inspirado por la película Oppenheimer, el Sr. Burns construye una pila atómica más potente. Sin embargo, cuando una explosión es inminente, Homer, con su mayor movilidad por llevar chándal, rescata la central quitando uno de los ladrillos. Burns recompensa a Homer con dos entradas para un partido de béisbol. Mientras tanto, Marge vende los pantalones e imagina qué puede hacer con ellos. Sin embargo, piensa que será un despilfarro si se lo gasta en sus hijos. También se siente culpable por gastarse el dinero en ella misma, así que llama a Homer para confesarle lo que ha hecho. Se entera de que él está en un partido de béisbol con un compañero de trabajo. Marge se enfada por no haber sido invitada porque Homer supuso que no iría si se lo pidieran. Homer se siente culpable pero no puede reconciliarse con ella. Marge va a una joyería y compra un anillo con el dinero.
Marge se siente culpable por haber comprado el anillo. Intenta esconderlo en casa, pero no encuentra un lugar adecuado. Deja el anillo junto a la puerta principal y se va a la cama. En casa de Moe, Homer sigue sintiéndose culpable. Moe le dice que no aprecia a Marge. Cuando llega a casa, Homer encuentra el anillo. Al ver lo que Marge hace por él y por sus hijos, Homer le pone el anillo en el dedo mientras ella duerme. Ella se despierta y se perdonan.
Más tarde, las noticias informan de que la gema del anillo no está fabricada de forma ética, por lo que ella decide llevarlo sólo en casa.

## Producción
El músico Kipp Lennon interpreta a Elton John. Lennon apareció anteriormente como la voz cantante de Leon Kompowsky en el episodio de la tercera temporada «Stark Raving Dad».